# Mozartstraße (Bad Reichenhall)
Die Mozartstraße ist eine Straße in der oberbayerischen Kurstadt Bad Reichenhall.

## Beschreibung
Die Mozartstraße ist eine Innerortsstraße in Bad Reichenhall und führt von der Münchner Allee in südöstlicher Richtung bis zur Salzburger Straße. Sie beginnt in unmittelbarer Nähe des Bahnhofs und endet an der Salzburger Straße am Karlspark, der früher zur Villa Karg gehörte. 
Die Straße ist nach Wolfgang Amadeus Mozart benannt. Dieser machte auf vielen Reisen mit seiner Familie beim Moserwirt und beim Gasthof Kaitl Rast.
An der Ecke Mozartstraße/Salzburger Straße befindet sich der denkmalgeschützte Hofwirt.
Die Mozartstraße ist Teil des Ensembles Kurviertel und liegt in einer Tempo-30-Zone.

## Geschichte
Beim Luftangriff auf Bad Reichenhall am 25. April 1945 wurde auch die Mozartstraße in Mitleidenschaft gezogen, jedoch weniger schwer als in der näheren Umgebung der Bahnhof und die Salzburger Straße. Das Haus Nr. 5 wurde schwer beschädigt, leichte Schäden wurden aus der Mozartstraße 1, 1 ½, 3, 5, 6, 8 und 10 gemeldet.

## Baudenkmäler
| Adresse       | Name       | Beschreibung | erbaut  | Lage | Bild |
| ------------- | ---------- | --- | ------- | ---- | ---- |
| Mozartstr. 5  | Villa      | Neubarocker Mansarddachbau mit Sprenggiebelrisalit und seitlichem Erkerturm, von Josef Adlmannseder, München. Nebengebäude, Traufseitbau mit seitlichen Giebelrisaliten, originellem unverputztem Schlackenmauerwerk, Zierfachwerk im Obergeschoss und hölzerner Galerie, gleichzeitig. | 1903    | ▼    |      |
| Mozartstr. 10 | Kurpension | Eckbau mit Mansarddach, Volutengiebelrisaliten, Eckerkerturm mit Zwiebelhelm und barockisierendem Putzdekor. | um 1900 | ▼    |      |